# Maria Orsola Bussone
Pour les articles homonymes, voir Bussone.
Maria Orsola Bussone, née le 2 octobre 1954 à Vallo Torinese en Italie, morte le 10 juillet 1970 à Cavallino-Treporti, est un jeune laïque chrétienne, morte à 15 ans, réputée pour sa sainteté. 
Le pape François la reconnaît vénérable en 2015. Sa fête est le 10 juillet.

## Biographie
Maria Orsola Bussone naît le 2 octobre 1954 à Vallo Torinese dans le Piémont,. Son père est propriétaire d'un atelier de réparation de voitures, sa mère est couturière,.
Elle rencontre des Focolari et est marquée par leur spiritualité. Elle participe au renouveau de la paroisse, apprend à jouer de la guitare, et devient chanteuse soliste du groupe musical paroissial.
À 14 ans, elle devient temporairement amoureuse d'un camarade de lycée. L'année suivante, elle remporte un concours et part en septembre 1969 avec huit autres jeunes pour visiter les institutions européennes. Elle poursuit son engagement paroissial auprès des jeunes.
En juillet 1970, à 15 ans, elle participe comme animatrice à un camp de jeunes des trois paroisses de Vallo Torinese, Varisella et Monasterolo. Le camp se déroule près de Venise. Le 10 juillet, elle anime un rassemblement sur la plage. Le soir, se préparant pour aller à la messe, elle est électrocutée mortellement par un sèche-cheveux défectueux.
Ses obsèques sont célébrées le 13 juillet en présence d'une foule nombreuse venue des paroisses de la région. Sa réputation de sainteté se répand, et sa tombe attire des visiteurs qui demandent son intercession.
Les archevêques de Turin la présentent en exemple ; le pape Jean-Paul II l'évoque élogieusement le 3 septembre 1988 lors de sa visite à Turin.

## Procédure en béatification
La première phase de la procédure pour l'éventuelle béatification de Maria Orsola Bussone est ouverte au plan diocésain le 26 mai 1996. Le Saint-Siège approuve le 17 juillet 1997 l'ouverture de la cause. La partie diocésaine se termine le 17 décembre 2000. Le dossier est ensuite transmis à Rome auprès de la Congrégation pour les causes des saints. 
Le pape François approuve le 18 mars 2015 la reconnaissance de l'héroïcité de ses vertus et la reconnaît ainsi vénérable,.
Sa fête est fixée au 10 juillet.